# Schrödingervergelijking
De schrödingervergelijking, aanvankelijk in 1925 als golfvergelijking opgesteld door de Oostenrijkse natuurkundige Erwin Schrödinger, is een partiële differentiaalvergelijking die de basisformule vormt voor het beschrijven van een kwantummechanisch systeem. De toestand van een dergelijk systeem wordt beschreven door de zogenaamde golffunctie {\displaystyle \psi } en de mechanische eigenschappen door de hamiltoniaan {\displaystyle H} van het systeem, met {\displaystyle {\hat {H}}} de bijbehorende operator die de totale energie van het systeem voorstelt. Voor een systeem van een enkel deeltje luidt de schrödingervergelijking:
{\displaystyle i\hbar {\frac {\partial }{\partial t}}\psi ({\vec {r}},t)={\hat {H}}\psi ({\vec {r}},t)}
Daarin is {\displaystyle {\vec {r}}} de driedimensionale plaatsvector, {\displaystyle t} de tijd, {\displaystyle \hbar } de constante van Dirac; {\displaystyle i} is de imaginaire eenheid. Gegeven de toestand van het systeem, dat wil zeggen gegeven de golffunctie {\displaystyle \psi }, kan hiermee de evolutie (ontwikkeling in de tijd) van het systeem bepaald worden. Men kan de norm van de golffunctie in het kwadraat,
{\displaystyle |\psi ({\vec {r}},t)|^{2}}
volgens de Bornregel interpreteren als de kansdichtheid dat het deeltje op tijdstip {\displaystyle t} op de positie {\displaystyle {\vec {r}}} wordt aangetroffen.
De complexwaardige golffunctie zelf bevat de informatie voor alle eigenschappen van het deeltje, zoals plaats, impuls en energie (interne eigenschappen, zoals spin, daargelaten).
De kwantummechanische dualiteit van alle materie komt in deze vergelijking goed tot uiting. Dat wil zeggen dat deeltjes altijd een golfkarakter met zich meedragen, en golven omgekeerd altijd een deeltjeskarakter hebben. De schrödingervergelijking beschrijft een deeltje, maar de ontwikkeling van de toestand van dit deeltje is als die van een golf.

## Kwantisatie van fysische eigenschappen
Elke meetbare fysische grootheid van het systeem correspondeert met een bepaalde lineaire operator {\displaystyle {\hat {O}}}, die een bewerking op de golffunctie definieert. Als de golffunctie een eigenfunctie is van de operator, dan heeft die operator het effect van een vermenigvuldiging van die eigenfunctie met de bijbehorende eigenwaarde van de fysische grootheid. Dus als de golffunctie een eigenfunctie is van de operator {\displaystyle {\hat {O}}}, is:
{\displaystyle {\hat {O}}\psi ({\vec {r}},t)=o_{e}\,\psi ({\vec {r}},t)}
De fysische grootheid van het systeem dat verkeert in de toestand die door de eigenfunctie beschreven wordt, heeft dan de bij meting nauwkeurig voorspelbare eigenwaarde {\displaystyle o_{e}}. Een operator kan meer dan één eigenfunctie hebben die een (quasi-)stabiele toestand van het systeem beschrijft; bij elke eigenfunctie hoort een eigenwaarde. Het systeem kan sprongsgewijs overgaan van de ene stabiele toestand in de andere, waarbij dus de fysische grootheid sprongsgewijs meeverandert. Dit wordt kwantisatie genoemd, waarmee de kwantummechanica zich onderscheidt van de klassieke fysica.
Verkeert het systeem niet in een toestand die met een eigenfunctie van de operator beschreven wordt, dan is de meetwaarde van {\displaystyle o} niet nauwkeurig voorspelbaar, maar heeft een kansverdeling met een eindige breedte. De verwachtingswaarde is dan te berekenen volgens:
{\displaystyle \int \psi ^{*}({\vec {r}},t){\hat {O}}\psi ({\vec {r}},t)\,\mathrm {d} ^{3}{\vec {r}}},
waarin {\displaystyle \psi ^{*}({\vec {r}},t)} de complex geconjugeerde is van {\displaystyle \psi ({\vec {r}},t)}.
Een voorbeeld om dit te verduidelijken: een meetbare waarde van het eendeeltjessysteem in een eendimensionale ruimte is de impuls van het deeltje. De hiermee corresponderende impulsoperator is {\displaystyle -i\hbar {\frac {\partial }{\partial x}}}. Dus gegeven de golffunctie {\displaystyle \psi (x,t)}, is de verwachtingswaarde van de impuls gelijk aan:
{\displaystyle p=\int \psi ^{*}(x,t)\left(-i\hbar {\frac {\partial }{\partial x}}\right)\psi (x,t)\,\mathrm {d} x}

## Betekenis van de schrödingervergelijking
De basis voor de vergelijking is de wet van behoud van energie, die stelt dat de totale energie {\displaystyle E} de som is van de kinetische energie {\displaystyle T} en de potentiële energie {\displaystyle V}:
{\displaystyle E=T+V}
Deze wet geldt zowel voor deeltjes als golven in de klassieke mechanica. Vermenigvuldiging met {\displaystyle \psi } levert
{\displaystyle E\psi =(T+V)\psi =T\psi +V\psi }
Voor een golf bestond al een uitdrukking die het mogelijk maakt de kinetische energie uit te drukken met behulp van tweede afgeleiden van een functie die de golf beschrijft:
{\displaystyle T\psi =-{\frac {\hbar ^{2}}{2m}}\nabla ^{2}\psi }
waarin {\displaystyle \nabla ^{2}} de laplace-operator voorstelt. In de golfmechanica spelen dergelijke operatoren een grote rol. Zij stellen ons namelijk in staat uit een golffunctie, die we ons als een soort trillingspatroon kunnen voorstellen, bepaalde eigenschappen te berekenen; in dit geval de kinetische energie.
De operator {\displaystyle T} werd oorspronkelijk alleen op golven toegepast. Het dualiteitsprincipe, dat stelt dat deeltjes en golven twee manifestaties van hetzelfde zijn, is nu eenvoudig wiskundig vorm te geven door {\displaystyle T} in de algemene uitdrukking voor de energie in te vullen.
Als de totale energie {\displaystyle E} van het systeem constant is, dat wil zeggen dat het 'trillingspatroon' {\displaystyle \psi } niet met de tijd verandert, luidt de schrödingervergelijking na invulling van de bovenstaande operator {\displaystyle T}: 
{\displaystyle E\psi (\mathbf {r} ,t)=-{\frac {\hbar ^{2}}{2m}}\nabla ^{2}\psi (\mathbf {r} ,t)+V(\mathbf {r} ,t)\psi (\mathbf {r} ,t)}
Het is ook mogelijk veranderingen van de golffunctie met de tijd te beschrijven. In zijn tijdsafhankelijke vorm wordt de vergelijking:
{\displaystyle \mathrm {i} \hbar {\frac {\partial }{\partial t}}\psi (\mathbf {r} ,t)=-{\frac {\hbar ^{2}}{2m}}\nabla ^{2}\psi (\mathbf {r} ,t)+V(\mathbf {r} ,t)\psi (\mathbf {r} ,t)}
De energie wordt hier dus voorgesteld door de operator:
{\displaystyle \mathrm {i} \hbar {\frac {\partial }{\partial t}}=E}
De schrödingervergelijking is een differentiaalvergelijking, wat wil zeggen dat er slechts bepaalde golffuncties {\displaystyle \psi } zijn die eraan voldoen. Welke functies dat zijn wordt in belangrijke mate bepaald door de vorm van de potentiële energie V als functie van de coördinaten {\displaystyle x,y} en 
{\displaystyle z} in de ruimte.
{\displaystyle V(x,y,z)} wordt bepaald door de wisselwerking van het systeem (bijvoorbeeld een elektron) met zijn naaste omgeving. Het elektron wordt bijvoorbeeld aangetrokken door een positief geladen atoomkern, maar juist weer afgestoten door andere elektronen. Afhankelijk van hoe ingewikkeld dit patroon van wisselwerkingen is, is het mogelijk bij grotere of minder grote benadering te berekenen wat voor functies {\displaystyle \psi } er aan de schrödingervergelijking voldoen. Zijn de golffuncties eenmaal bekend dan kunnen daaruit door middel van operatoren allerlei eigenschappen berekend worden.
De golffuncties, die resulteren uit deze berekeningen, geven niet aan waar het elektron zich op elk ogenblik bevindt, maar kunnen wel worden geïnterpreteerd als informatie over de trefkans of de waarschijnlijkheid om dit elektron op een bepaalde plaats (orbitalen) in het atoom te treffen.

## Tijdsonafhankelijke schrödingervergelijking voor één deeltje
Als de hamiltoniaan niet van de tijd afhangt, krijgt men door scheiding van variabelen,
{\displaystyle \psi (r,t)=\phi (r)\kappa (t)}
de volgende relaties:
{\displaystyle i\hbar {\partial  \over \partial t}\psi (r,t)=i\hbar {\partial  \over \partial t}\phi (r)\kappa (t)=i\hbar \phi (r){\partial  \over \partial t}\kappa (t)}
{\displaystyle H\psi (r,t)=H\phi (r)\kappa (t)=\kappa (t)H\phi (r)}
zodat uit de schrödingervergelijking volgt:
{\displaystyle i\hbar {\frac {1}{\kappa (t)}}{\partial \kappa (t) \over \partial t}={\frac {H\phi (r)}{\phi (r)}}}
Linker- en rechterlid zijn dus constant, zodat:
{\displaystyle i\hbar {\partial \kappa (t) \over \partial t}=E\kappa (t)}
en
{\displaystyle {\hat {H}}\phi (r)=E\phi (r)}
Deze laatste vergelijking, met de operator {\displaystyle H} en constante {\displaystyle E} is de tijdsonafhankelijke schrödingervergelijking. De vergelijking is een eigenwaardevergelijking voor de operator {\displaystyle H} met eigenwaarde {\displaystyle E} en eigenfunctie {\displaystyle \phi }.